# Erosina fulvescens
Erosina fulvescens är en fjärilsart som beskrevs av Louis Beethoven Prout 1931. Erosina fulvescens ingår i släktet Erosina och familjen mätare. Inga underarter finns listade i Catalogue of Life.